# County-Klasse (1928)
Die County-Klasse war die inoffizielle Bezeichnung für eine Reihe Schwerer Kreuzer der britischen Royal Navy, die in den 1920er Jahren unter den Bedingungen des Washingtoner Flottenabkommens gebaut wurden. Bis auf die Australia und die Canberra waren alle nach Grafschaften oder Städten in Großbritannien benannt. Insgesamt wurden bis 1930 13 Kreuzer dieses Typs in Dienst gestellt. Drei der Schiffe wurden an die Royal Australian Navy übergeben. Unterteilt war die County-Klasse in Kent, London und Norfolk-Klasse. Die beiden Einheiten des Norfolk-Typs waren zugleich die letzten gebauten Schiffe der County-Klasse. Während des Zweiten Weltkrieges gingen insgesamt drei Einheiten dieses Typs verloren, alle auf dem Pazifischen Kriegsschauplatz.

## Vorgeschichte
In Maritimen Angelegenheiten waren die Zwischenkriegsjahre von einer Aneinanderreihung von Marineverträgen bestimmt, die einem erneuten Wettrüsten unter den fünf größten Seestreitkräften Großbritannien, Frankreich, Italien, Japan und USA entgegenwirken sollten. Da der Bau von neuen Schlachtschiffen im Washingtoner Flottenvertrag 1922 für die nächsten zehn Jahre ausgesetzt wurde richtete sich die Aufmerksamkeit auf den Bau von schweren Kreuzern die auf eine Begrenzung von 10.000 tn.l. Standardverdrängung und einer maximalen Kalibergröße von 203 mm Kanonen beschränkt war.

## Technik
auf Grund verschiedener Veränderungen variierten alle Einheiten leicht in ihren Abmessungen. Die Schiffe hatten eine Gesamtlänge von 192,93 m eine Länge zwischen den Loten von 179,83 bis 181,35 m und eine Breite von 20,12 m bis 20,83 m. Der Tiefgang betrug 6,25 bis 6,37 m. Die Verdrängung lag zwischen 9.750 tn.l. und 9.975 tn.l.

### Antrieb
Die Schiffe der County-Klasse waren mit vier Parsonsturbinen ausgestattet, die jeweils eine Welle antrieben und insgesamt 80.000 Shp (58.840 kW) entwickelten, mit der sie eine Höchstgeschwindigkeit von 31,5 Knoten (58,3 km/h) erreichte. Der Dampf wurde von acht ölbefeuerten Admiralty-Kesseln geliefert. Die Schiffe konnten maximal 3.400 tn.l. Heizöl mitführen, was ihnen bei 12 Knoten (22 km/h) eine Reichweite von 8.000 Seemeilen (15.000 km) ermöglichte. Der Wendekreis hatte bei 14 Knoten (25 km/h) 950 m Durchmesser. Die Besatzung des Schiffes bestand aus 600–710 Offizieren und Mannschaft.

### Bewaffnung

#### Hauptbewaffnung

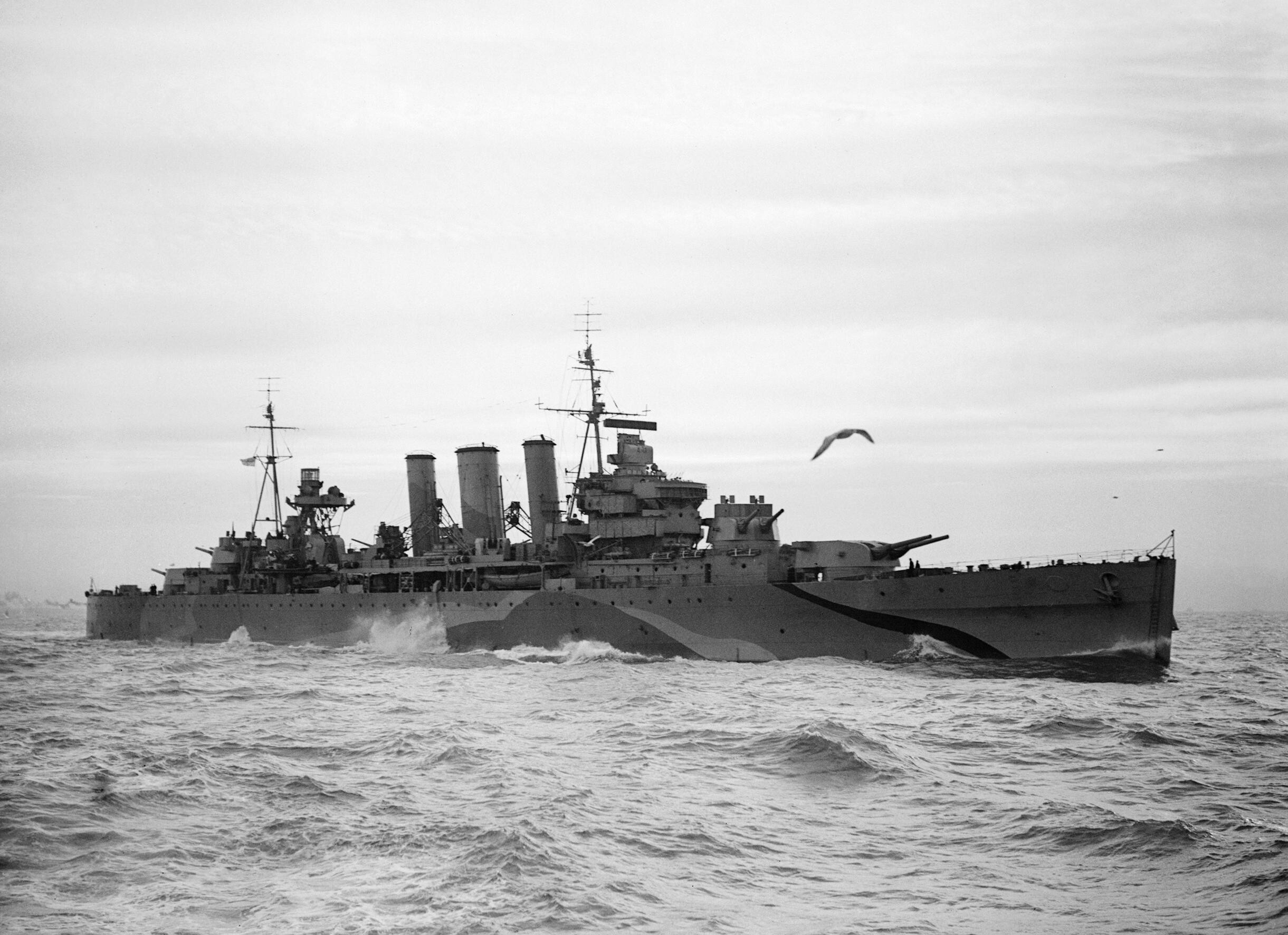
Die HMS Kent kreuzt vor Liverpool

Die Hauptbewaffnung bestand aus acht 203 mm Kanonen in vier Zwillingstürmen, zwei vor und zwei hinter den Aufbauten. Die Kent und London-Klasse waren mit Mk I bzw. Mk I* und die Norfolk mit Mk II Geschütztürmen ausgestattet. Mk I hatte ein Gewicht von 155 Mk I* ein Gewicht von 160 tn.l. und Mk II 169 tn.l. Der Seitenrichtbereich lag bei allen Varianten bei 150 Grad zu beiden Seiten. Die Kanonen selbst wogen 17,2 tn.l. und hatten bei einer maximalen Elevation von 45° und einer Mündungsgeschwindigkeit von 855 m/s eine Reichweite von 28.030 m. Sie verschossen 116 kg schwere Granaten mit einer Kadenz von ca. 3-6 Schuss pro Minute.

#### Sekundärbewaffnung
Die Sekundärbewaffnung bestand aus vier 102 mm Schnellfeuergeschützen mittschiffs in den Aufbauten, zwei an Back- und zwei an Steuerbord. Die Kanonen waren auf 7 tn.l. schweren Mk III Einzellafetten mit einem Seitenrichtbereich von 360 Grad montiert. Die Kanonen selbst wogen 2,1 tn.l. und hatten bei einer maximalen Elevation von 44° und einer Mündungsgeschwindigkeit von 728 m/s eine Reichweite von 15.020 m.
Sie verschossen 25 kg schwere Granaten mit einer Kadenz von ca. 10-15 Schuss pro Minute.

#### Flugabwehr
Die Flugabwehr bestand aus vier 40 mm Schnellfeuergeschützen in Mk VII* und Mk VIII* Einzellafetten mit einem Gewicht von 8,7 tn.l. Der Seitenrichtbereich, der manuell bedienten Kanonen betrug 360° und die Elevation 70°. Die effektive Reichweite der 356 bis 416 kg schweren Kanonen lag bei einer Mündungsgeschwindigkeit von 701 m/s bei 3.960 m. Zusätzlich hatten die Schiffe acht Vickers 12,7-mm Maschinengewehre in zwei Vierlingslafetten.

#### Torpedos
Sämtliche Schiffe waren mit acht 533 mm Torpedorohren ausgestattet. Jeweils vier befanden sich auf jeder Breitseite.

### Panzerung
Die Dicke des Seitenpanzers lag bei 51 bis 114 mm, wobei die Stärke nahe der Munitionsräume zwischen 76 und 114 mm betrug. Zudem wurden die Munitionskammern von 76 mm starken Querschotten geschützt. Dies sollte einen Schutz gegen in einem Winkel von 40 Grad einfallende 203-mm-Granaten bieten. Auf Höhe der Maschinenanlage betrug die Stärke des Seitenpanzers 51 mm, während die Rauchfänge einen 102 mm starken Schutz aufwiesen. Das Panzerdeck war durchschnittlich 25 mm dick, lediglich über den Maschinenräumen betrug die Stärke 38 mm. Der Kommandoturm und die Türme sowie die Barbetten der 203 mm Kanonen waren mit 25 mm nur leicht gepanzert.

### Radar
Die Radarausrüstung variierte von Schiff zu Schiff, gleichwohl befand sich an Bord der meisten Einheiten ein auf 50-cm-Welle arbeitendes Feuerleitradar des Typs 284 oder 285 mit einer Reichweite von 16 bzw. 19 km. Des Weiteren waren sämtliche Schiffe mit einem Typ 273 Luftwarnradar mit einer Wellenlänge von 10 cm und einer Reichweite von 19 bis 46 km.

### Flugzeuge
Alle Einheiten der County-Klasse waren ab den 1930er Jahren mit einem Flugzeugkatapult ausgestattet und führten ab 1937 ein oder zwei Wasserflugzeuge des Typs Supermarine Walrus an Bord.

## Einheiten der County-Klasse

### Kent-Klasse
Die Schiffe der Kent-Klasse stellten die Prototypen dar auf dem alle anderen Klassen basierten. Der Entwurf wurde in den frühen 1920er Jahren von DNC Eustace d`Eyncourt und Konstruktor Charles Swift Lillicrap als Glattdecker mit hohem Freibord ähnlich den Schlachtschiffen der Nelson-Klasse entwickelt. Nach mehreren Modifikationen wurde der endgültige Entwurf im Oktober 1923 der Admiralität vorgelegt und für den Etat von 1924/1925 bewilligt.

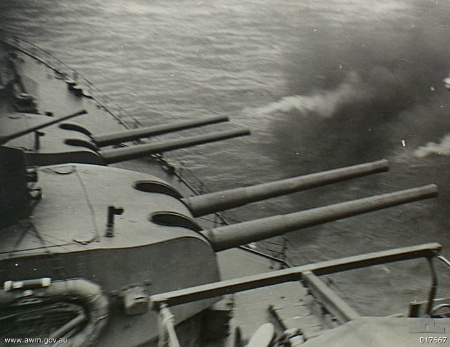
Die vorderen Türme der Shropshire während der Beschießung von Morotai (1944)

| Schiff              | Kiellegung         | Stapellauf       | Indienststellung | Anmerkungen und Verbleib |
| ------------------- | ------------------ | ---------------- | ---------------- | --- |
| HMS Berwick (56)    | 15. September 1924 | 30. März 1926    | 2. Februar 1928  | Erste auf Kiel gelegte Einheit der County-Klasse. Im Dezember 1940 in Gefecht mit deutschem Schweren Kreuzer Admiral Hipper verwickelt. 1946 außer Dienst gestellt und ab dem 12. Juli 1948 in Blyth abgewrackt. |
| HMS Cornwall        | 9. Oktober 1924    | 11. März 1926    | 6. Januar 1928   | Zumeist im Indischen Ozean und in Ostasien eingesetzt, dabei Versenkung des deutschen Hilfskreuzers Pinguin am 8. Mai 1941 nahe der Seychellen. Am 5. April 1942 südwestlich von Ceylon durch Bombentreffer japanischer Flugzeuge versenkt (198 Tote).                                                                       |
| HMS Cumberland (57) | 18. Oktober 1924   | 16. März 1926    | 8. Januar 1928   | 1939 zeitweilig auf das deutsche Panzerschiff Admiral Graf Spee angesetzt. Nach Kriegsende Versuchs- und Ausbildungsschiff; 1956 Einbindung in den Kriegsfilm Panzerschiff Graf Spee.1958 außer Dienst gestellt und ab dem 3. November 1958 in Newport abgewrackt.                                                           |
| HMS Kent (54)       | 15. November 1924  | 16. März 1926    | 25. Juni 1928    | Im September 1940 durch Torpedotreffer vor Sallum schwer beschädigt. Reparatur bis September 1941. Zwischen 1942 und 1944 zur Sicherung der Nordmeergeleitzüge herangezogen. Nach Kriegsende als Zielschiff genutzt. Ab dem 31. Januar 1948 in Troon abgewrackt.                                                             |
| HMS Suffolk (55)    | 30. November 1924  | 16. Februar 1926 | 7. Februar 1928  | Im April 1940 vor Norwegen bei deutschem Luftangriff durch Bombentreffer schwer beschädigt. Reparatur bis Februar 1941. Beschattung des deutschen Schlachtschiffes Bismarck im Mai 1941. Ab dem 24. Juni 1948 in Newport abgewrackt.                                                                                         |
| Australia (D48)     | 26. August 1925    | 17. März 1927    | 24. April 1928   | Nach der Fertigstellung an die Royal Australian Navy übergeben, ab 1933 in australischen Gewässern im Einsatz. 1940 Teilnahme am britischen Angriff auf Dakar. Im Januar 1945 durch einen Bomben- und vier Kamikaze-Treffer schwer beschädigt. 1954 Außerdienststellung ab April 1955 in Barrow-in-Furness abgewrackt.       |
| Canberra            | 9. September 1925  | 31. Mai 1927     | 10. Juli 1928    | Zweiter an die Royal Australian Navy übergebener Kreuzer der County-Klasse; ab 1929 in australischen Gewässern eingesetzt. Am 8./9. August 1942 in der Seeschlacht bei Savo Island von japanischen Kriegsschiffen schwer beschädigt (84 Tote) und am 9. August 1942 von dem amerikanischen Zerstörer USS Selfridge versenkt. |

### London-Klasse

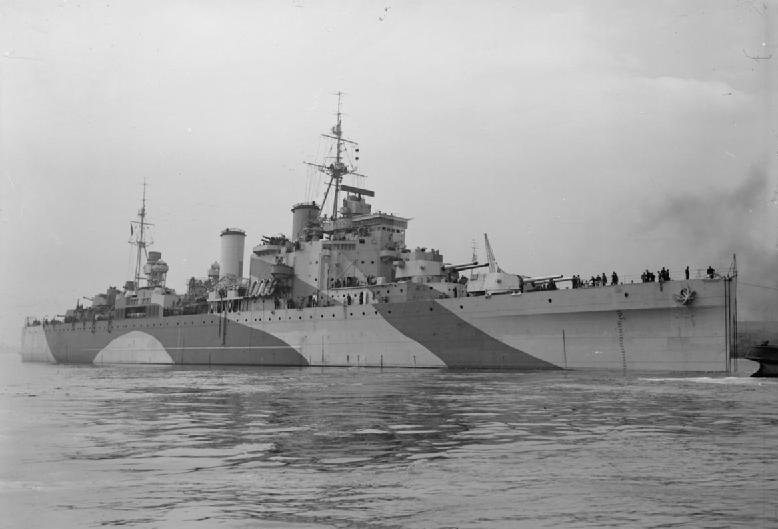
Die London 1943 nach dem Umbau. Der hohe Freibord der Schiffe der County-Klasse ist auf diesem Bild gut zu erkennen.

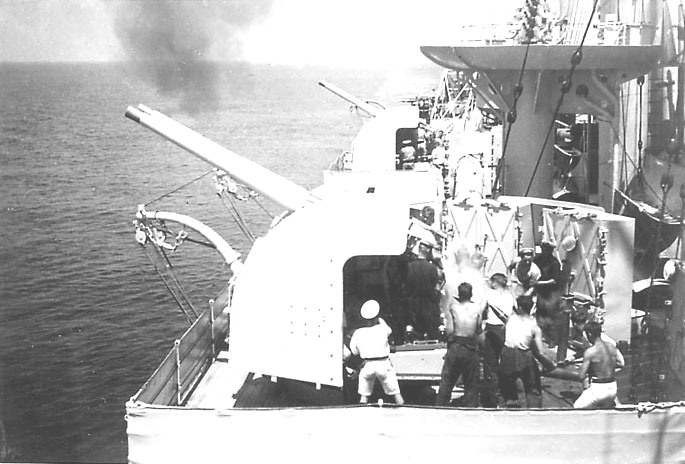
02-mm-Doppellafetten an Bord der Dorsetshire (während eines Übungsschießens)

Die London-Klasse besaß weitgehend die gleichen technischen Daten wie die Schiffe der Kent-Klasse. Ausnahme bildete ihre Brücke die um 4,60 Meter nach achtern verschoben wurde, eine geringere Verdrängung 9.850 tn.l. und das Fehlen von Torpedowulsten was den Schiffen der London-Klasse einen Geschwindigkeitszuwachs von durchschnittlich etwa 0,75 Knoten ermöglichte. Eine weiter Änderung betraf die Anordnung der Maschinenräume um eine Erweiterung der wasserdichten Abteilungen zu ermöglichen.
| Schiff         | Kiellegung       | Stapellauf         | Indienststellung   | Anmerkungen und Verbleib |
| -------------- | ---------------- | ------------------ | ------------------ | --- |
| HMS Devonshire | 16. März 1926    | 22. Oktober 1927   | 19. März 1929      | Versenkte am 22. November 1941 nördlich Ascension den deutschen Hilfskreuzer Atlantis. Bis 1943 im Indischen Ozean eingesetzt, dabei Teilnahme an der Operation Ironclad (alliierte Besetzung Madagaskars). Ab dem 12. Dezember 1954 in Newport abgewrackt.                                  |
| HMS London     | 22. Februar 1926 | 14. September 1927 | 5. Februar 1929    | Zumeist im transatlantischen Konvoisicherungsdienst eingesetzt. Dabei im Juni 1941 Aufbringung der deutschen Versorgungsschiffe Egerland und Babitonga. 1942 Teil der Fernsicherung des Konvois PQ 17. Ab Januar 1950 in Barrow-in-Furness abgewrackt                                        |
| HMS Sussex     | 1. Februar 1927  | 2. Februar 1928    | 26. März 1929      | Im September 1940 bei deutschem Luftangriff auf Glasgow durch Bombentreffer schwer beschädigt; Schiff kenterte im Hafen. Aufwändige Reparatur bis September 1942. 1943/44 Einsatz im Indischen Ozean, zumeist als Sicherungsschiff für WS-Geleitzüge. Ab Februar 1950 in Dalmuir abgewrackt. |
| HMS Shropshire | 24. Februar 1927 | 5. Juli 1928       | 12. September 1929 | Übergabe an die Royal Australian Navy am 25. Juni 1943 als Ersatz für den im August 1942 versenkten Kreuzer Canberra. Außerdienststellung 1949; ab dem 20. Januar 1955 in Dalmuir abgewrackt.                                                                                                |

### Norfolk-Klasse

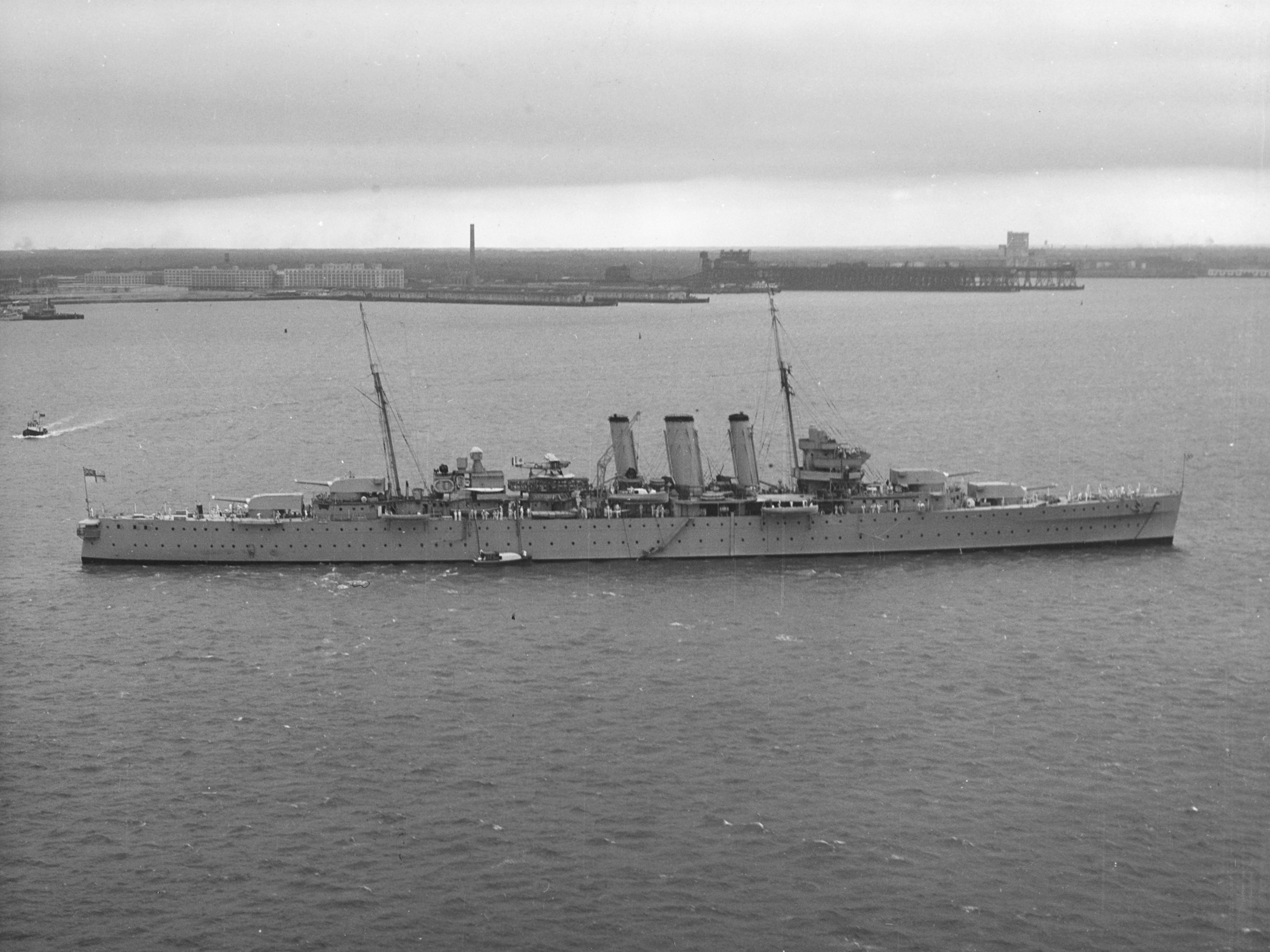
Die HMS Norfolk in Hampton Roads, Virginia am 29. September 1933

Die Schiffe der Norfolk-Klasse wurden von der Admiralität für das Bauprogramm von 1926/1927 eingeplant. Obwohl neuere Methoden der Stahlproduktion eine verbesserte Panzerung ermöglicht hätte, wurde dies als unmöglich betrachtet sofern die Schiffe weiter innerhalb der Grenzen des Washingtoner Flottenvertrages gebaut würden. Daher entschied sich die Admiralität zur Beibehaltung des vorherigen Panzerschutzes.
Ursprünglich hätten von dieser Unterklasse zwei weitere Einheiten gebaut werden sollen (HMS Northumberland und HMS Surrey). Infolge von Etatproblemen und Sparplänen wurden die Bauaufträge für die beiden Schiffe jedoch am 14. Januar 1930 annulliert, noch bevor der Bau begonnen worden war.
| Schiff          | Kiellegung         | Stapellauf        | Indienststellung   | Anmerkungen und Verbleib |
| --------------- | ------------------ | ----------------- | ------------------ | --- |
| HMS Dorsetshire | 21. September 1927 | 24. Januar 1929   | 30. September 1930 | Beteiligung an der Versenkung des deutschen Schlachtschiffes Bismarck im Mai 1941. Am 5. April 1942 südwestlich von Ceylon von japanischen Flugzeugen durch Bombentreffer versenkt (234 Tote).                                                    |
| HMS Norfolk     | 8. Juli 1927       | 12. Dezember 1928 | 30. Juni 1930      | Zumeist im transatlantischen Konvoisicherungsdienst eingesetzt. Beteiligung an der Versenkung des deutschen Schlachtschiffes Scharnhorst im Dezember 1943, dabei selbst durch Artillerietreffer beschädigt. Ab Januar 1950 in Newport abgewrackt. |

## Aufgabenfelder und Einsätze
Die Kreuzer der County-Klasse sahen während des Zweiten Weltkriegs vor allem Einsätze als Geleitschutz von Truppentransport und Nordmeergeleitzügen. Zudem wurden die Schiffe auch zur Sicherung britischer Flugzeuträgerverbände eingesetzt und zeitweilig auch in die Suche nach deutschen Hilfskreuzern und Blockadebrechern eingebunden. Die an die Royal Australian Navy übergebenen Einheiten nahmen an fast allen größeren Schlachten des Pazifikkrieges teil, so beispielsweise an der Schlacht um Guadalcanal  an Operation Dexterity 1943 bis 1944, an der Schlacht im Golf von Leyte sowie an der Schlacht um Okinawa.